# العلاقات بين حزب الله وسوريا
شكلت العلاقات بين حزب الله وسوريا جانبًا بالغ الأهمية في الجغرافيا السياسية في الشرق الأوسط، وخاصة منذ اندلاع الحرب الأهلية السورية. تتشابك هذه العلاقات بشكل عميق مع ديناميكيات القوة الإقليمية الأوسع نطاقاً، بما في ذلك إيران وسعيها إلى الحفاظ على نفوذها في بلاد الشام من خلال حلفائها. لقد أثبت حزب الله، وهو حزب سياسي إسلامي شيعي وجماعة مسلحة مقرها في لبنان، نفسه كقوة مهمة في المنطقة تتمتع بالقوة العسكرية والسياسية.

## خلفية

#### محور المقاومة
يشير محور المقاومة إلى تحالف تقوده إيران، والذي يشمل جهات فاعلة حكومية وغير حكومية تهدف إلى مواجهة النفوذ الغربي في الشرق الأوسط، وخاصة نفوذ الولايات المتحدة وإسرائيل. الأعضاء الأساسيون في هذا التحالف هم نظام الأسد في سوريا وحزب الله اللبناني. وسعت إيران نفوذها ليشمل المسلحين الشيعة العراقيين. إن الدعم المتبادل، بما في ذلك المساعدات المالية واللوجستية والعسكرية، يشكل جوهر التحالف، حيث تعمل سوريا كقناة حيوية للمساعدات الإيرانية لحزب الله.
ويقدر حجم الدعم المالي الذي تقدمه إيران لحزب الله بنحو 200 مليون دولار سنويا. بعد الصراع مع إسرائيل عام 2006، لعبت كل من إيران وسوريا دورًا محوريًا في إعادة تسليح حزب الله بأسلحة أكثر تطوراً. وقد هددت الحرب في سوريا هذا التحالف الاستراتيجي من خلال تعريض أحد أعضائه الأساسيين للخطر، مما جعله مصدر قلق كبير بالنسبة لإيران وحزب الله. إن الحفاظ على محور المقاومة ليس أمراً استراتيجياً فحسب، بل إنه أيضاً أمر أيديولوجي، لأنه يشمل هدف إيران المتمثل في تصدير مُثُلها الثورية الإسلامية.

## تدخل حزب الله في سوريا

#### العمليات المبكرة: 2011-2012
في البداية، كانت أنشطة حزب الله في سوريا محدودة وسرية. وكانت عمليات المجموعة تهدف إلى دعم نظام الأسد دون إثارة اهتمام دولي كبير. خلال هذه الفترة، كان دور حزب الله في المقام الأول استشاريًا ولوجستيًا، حيث قدم التخطيط الاستراتيجي والتدريب لقوات الحكومة السورية.

#### التصعيد والاعتراف العلني: من عام 2013 فصاعدًا
لقد كان عام 2013 نقطة تحول حيث اعترف حزب الله علناً بوجوده في سوريا وزاد من التزامه على الأرض. شارك مقاتلو حزب الله، إلى جانب القوات السورية والعراقية، في عمليات مهمة لاستعادة السيطرة على الأراضي التي يسيطر عليها المتمردون. وأدت هذه المشاركة الفعالة إلى تمكين نظام الأسد من استعادة المناطق وتحسين فعاليته العسكرية.
لقد كان لوجود حزب الله في سوريا آثار عميقة على ساحة المعركة، حيث أدى إلى تحول الزخم لصالح القوات الموالية للنظام. وقد أدى ذلك أيضًا إلى تفاقم التوترات الطائفية داخل لبنان وساهم في عدم الاستقرار الإقليمي.

## الحجم والنطاق والبنية
إن حجم مشاركة حزب الله في سوريا كبير، حيث يتمتع ببنية منظمة بشكل جيد والتي اندمجت بشكل سلس مع القوات السورية والإيرانية.وتمتد عمليات المجموعة إلى مختلف أنحاء سوريا، مما يشير إلى نهج استراتيجي لمشاركتها العسكرية. ويشير التزام حزب الله بتوفير الموارد والمقاتلين إلى المستوى العالي من الأهمية الممنوحة لبقاء نظام الأسد والحفاظ على محور المقاومة.

## التداعيات

#### التأثير على لبنان
أدى تورط حزب الله المتزايد في سوريا إلى تفاقم التوترات الطائفية داخل لبنان، مما يعرض أمنه الداخلي واستقراره السياسي للخطر. وقد أثارت تصرفات الجماعة في سوريا انتقادات من مختلف الفصائل داخل لبنان، الذين يرون أن أولويات حزب الله تتوافق أكثر مع المصالح الإيرانية من مصالح الدولة اللبنانية.

#### العواقب الإقليمية
كان لدور حزب الله في سوريا تداعيات كبيرة على الأمن الإقليمي.  وقد عززت القوة العسكرية للحزب وعملياته الاستراتيجية في سوريا مكانته كقوة هائلة تعمل خارج حدود لبنان. وقد أبرزت مشاركة حزب الله أيضًا تعقيدات الحرب بالوكالة في الشرق الأوسط، مع تنافس مختلف الجهات الفاعلة الإقليمية والدولية على النفوذ.